# (1794) Finsen
(1794) Finsen – planetoida z pasa głównego planetoid okrążająca Słońce w ciągu 5 lat i 197 dni w średniej odległości 3,13 au. Została odkryta 7 kwietnia 1970 roku w obserwatorium w Hartbeespoort przez Jacobusa Bruwera. Nazwa planetoidy pochodzi od Williama Stephena Finsena (1905-1979), południowoafrykańskiego astronoma. Przed nadaniem nazwy planetoida nosiła oznaczenie tymczasowe (1794) 1970 GA.